# توماس ألفرد ديفيز
توماس ألفرد ديفيز (بالإنجليزية: Thomas Alfred Davies)‏ هو ضابط أمريكي، ولد في 3 ديسمبر 1809 في Black Lake (New York) ‏ في الولايات المتحدة، وتوفي في 19 أغسطس 1899 في أوغدينسبورغ في الولايات المتحدة.